# Thomas Caulfeild
Pour les articles homonymes, voir Caulfeild.
Thomas Caulfeild, parfois orthographié Caulfield, (baptisé le 26 mars 1685 et mort le  2 mars 1717) est un des premiers lieutenants-gouverneurs britanniques de la Nouvelle-Écosse. En raison de l'absence fréquente des gouverneurs Samuel Vetch et Francis Nicholson, Caulfeild agit comme gouverneur pendant de longues périodes entre 1711 et sa mort.

## Biographie
Caulfeild est né dans une famille anglaise en Irlande. Il est le fils cadet de William Caulfeild (2e vicomte Charlemont) et de la fille de l'archevêque d'Armagh. Il entre dans l'armée, servant en Espagne pendant les premières années de la guerre de Succession d'Espagne. En 1710, son régiment est envoyé en Amérique du Nord, où il prend part à l'expédition de Francis Nicholson contre Port-Royal, la capitale de l'Acadie française. L'année suivante, il participe à la désastreuse expédition de l'amiral Hovenden Walker à Québec. Il impressionne le général John Hill, commandant des forces terrestres de l'expédition, et est nommé par Hill pour commander la garnison d'Annapolis Royal (nom rebaptisé de Port-Royal) et est adjoint du gouverneur Samuel Vetch.
Caulfeild est officiellement nommé lieutenant-gouverneur de la Nouvelle-Écosse en octobre 1712. Vetch est absent de la province entre octobre 1711 et juin 1712, période pendant laquelle Caulfeild est gouverneur par intérim. Nicholson est également nommé gouverneur en octobre 1712, mais sa commission n'arrive en Amérique du Nord qu'en 1713. En octobre de la même année, Nicholson, qui est à Boston pour exercer d'autres fonctions, ordonne à Caulfeild de prendre le commandement. Nicholson est absent pendant la majeure partie de son mandat de gouverneur, ne visitant que brièvement la province en 1714. En 1715, Nicholson est remplacé comme gouverneur par Vetch, mais Vetch ne revient plus jamais dans la province. Pendant l'absence de ce dernier, Caulfeild gouverne la province jusqu'à sa mort au début de 1717.
Alors qu'il agit à titre de gouverneur, Caulfeild participe à plusieurs tentatives pour obtenir des Français acadiens des serments d'allégeance à la Couronne britannique. Il échoue dans cette entreprise, bien qu'il obtient d'eux des déclarations de neutralité lors de l'avènement du roi George Ier. Caulfeild contracte d'importantes dettes personnelles pour entretenir la garnison d'Annapolis Royal et critique vivement les actions de Nicholson qu'il considère comme des divisions pendant le bref séjour de Nicholson dans la province.